# Coppa CERS 1999-2000
La Coppa CERS 1999-2000 è stata la 20ª edizione dell'omonima competizione europea di hockey su pista riservata alle squadre di club. Il torneo ha avuto inizio il 20 novembre 1999 e si è concluso il 16 aprile 2000. 
Il titolo è stato conquistato dai portoghesi del Paço de Arcos per la prima volta nella loro storia sconfiggendo in finale gli spagnoli del Voltregà. 
In quanto squadra vincitrice il Paço de Arcos ha ottenuto anche il diritto di partecipare alla Coppa Continentale 2000-2001.

## Squadre partecipanti
| Nazione     | Club                | Città                    | Qualificazione                          |
| ----------- | ------------------- | ------------------------ | --------------------------------------- |
| Francia     | Nantes              | Nantes                   | 4º in Nationale 1 1998-1999             |
| Francia     | La Vendéenne        | La Roche-sur-Yon         | 5º in Nationale 1 1998-1999             |
| Francia     | Vaulx-en-Velin      | Vaulx-en-Velin           | 6º in Nationale 1 1998-1999             |
| Germania    | Cronenberg          | Wuppertal                | 2º in Rollhockey-Bundesliga 1998-1999   |
| Germania    | Walsum              | Duisburg                 | 1º in Rollhockey-Bundesliga 1998-1999   |
| Germania    | Weil                | Weil am Rhein            | 3º in Rollhockey-Bundesliga 1998-1999   |
| Inghilterra | Herne Bay United    | Herne Bay                | 2º in Roller Hockey Premier League 1998 |
| Inghilterra | Manchester          | Manchester               | 3º in Roller Hockey Premier League 1998 |
| Italia      | Bassano 54          | Bassano del Grappa       | 5º in Serie A1 1998-1999                |
| Italia      | Roller Salerno      | Salerno                  | 6º in Serie A1 1998-1999                |
| Portogallo  | Oliveirense         | Oliveira de Azeméis      | 5º in 1ª Divisão 1998-1999              |
| Portogallo  | Paço de Arcos       | Paço de Arcos            | 6º in 1ª Divisão 1998-1999              |
| Portogallo  | Vitória Barcelinhos | Barcelos                 | 4º in 1ª Divisão 1998-1999              |
| Spagna      | Flix                | Flix                     | 7º in División de Honor 1998-1999       |
| Spagna      | Noia                | Sant Sadurní d'Anoia     | 6º in División de Honor 1998-1999       |
| Spagna      | Reus Deportiu       | Reus                     | 4º in División de Honor 1998-1999       |
| Spagna      | Voltregà            | Sant Hipòlit de Voltregà | 8º in División de Honor 1998-1999       |
| Svizzera    | Wimmis              | Wimmis                   | 4º in Lega Nazionale A 1999             |

## Risultati

### Primo turno
| Squadra 1        | Totale | Squadra 2   | Andata | Ritorno |
| ---------------- | ------ | ----------- | ------ | ------- |
| Herne Bay United | 2 - 30 | Oliveirense | 1 - 14 | 1 - 16  |
| Nantes           | 5 - 11 | Walsum      | 4 - 5  | 1 - 6   |

### Ottavi di finale
| Squadra 1           | Totale          | Squadra 2      | Andata | Ritorno |
| ------------------- | --------------- | -------------- | ------ | ------- |
| Manchester          | 3 - 34          | Flix           | 0 - 16 | 3 - 18  |
| Paço de Arcos       | 6 - 6 (3-2 dtr) | Oliveirense    | 4 - 4  | 2 - 2   |
| Reus Deportiu       | 10 - 5          | Roller Salerno | 4 - 0  | 6 - 5   |
| Vaulx-en-Velin      | 4 - 9           | Bassano 54     | 0 - 5  | 4 - 4   |
| Voltregà            | 14 - 2          | Cronenberg     | 8 - 1  | 6 - 1   |
| Vitória Barcelinhos | 5 - 11          | Noia           | 3 - 1  | 2 - 10  |
| Walsum              | 7 - 6           | Weil           | 5 - 3  | 2 - 3   |
| Wimmis              | 12 - 4          | La Vendéenne   | 5 - 1  | 7 - 3   |

### Quarti di finale
| Squadra 1     | Totale | Squadra 2     | Andata | Ritorno |
| ------------- | ------ | ------------- | ------ | ------- |
| Flix          | 19 - 4 | Wimmis        | 10 - 1 | 9 - 3   |
| Noia          | 1 - 5  | Reus Deportiu | 1 - 1  | 0 - 4   |
| Paço de Arcos | 10 - 8 | Bassano 54    | 7 - 4  | 3 - 4   |
| Walsum        | 3 - 13 | Voltregà      | 0 - 9  | 3 - 4   |

### Semifinali
| Squadra 1 | Totale | Squadra 2     | Andata | Ritorno |
| --------- | ------ | ------------- | ------ | ------- |
| Flix      | 7 - 13 | Paço de Arcos | 3 - 3  | 4 - 10  |
| Voltregà  | 9 - 5  | Reus Deportiu | 3 - 1  | 6 - 4   |

### Finale
| Squadra 1     | Totale | Squadra 2 | Andata | Ritorno |
| ------------- | ------ | --------- | ------ | ------- |
| Paço de Arcos | 11 - 4 | Voltregà  | 8 - 2  | 3 - 2   |